# Zachary Wentz
Zachary Green (Lima, 29 aprile 1994) è un wrestler statunitense.
Green è noto maggiormente per i suoi trascorsi nel circuito indipendente mondiale come Zachary Wentz facendo coppia con Dezmond Xavier. Principalmente, i due sono noti per aver formato il tag team The Rascalz ad Impact Wrestling. I due, inoltre, hanno lottato nella Pro Wrestling Guerrilla, dove hanno vinto una volta il PWG World Tag Team Championship.
È stato sotto contratto con la WWE, dove si esibiva nel roster di NXT con il ring name Nash Carter e ha vinto la sesta edizione del Dusty Rhodes Tag Team Classic con Wes Lee e, sempre con quest'ultimo, due volte l'NXT Tag Team Championship.

## Carriera

### Dragon Gate (2018)
Wentz e Dezmond Xavier hanno debuttato nella Dragon Gate durante l'evento Open the New Year Gate del 2018, facendo coppia con Susumu Yokosuka e sconfiggendo Bandido, Genki Horiguchi e Flamita.

### WWE (2020–2022, 2024-presente)

#### NXT(2020–2022, 2024-presente)
Il 2 dicembre 2020 Wentz firmò con la WWE, venendo mandato al Performance Center per allenarsi. Nella puntata di NXT del 13 gennaio 2021 Wentz debuttò come Nash Carter facendo coppia con il suo compagno Wes Lee (in passato noto come Dezmond Xavier) nel team noto come MSK sconfiggendo Isaiah "Swerve" Scott e Jake Atlas negli ottavi di finale del Dusty Rhodes Tag Team Classic. Nella puntata di NXT del 27 gennaio gli MSK sconfissero Drake Maverick e Killian Dain nei quarti di finale del torneo. Nella puntata di NXT del 10 febbraio gli MSK sconfissero Joaquin Wilde e Raul Mendoza nelle semifinali del torneo, qualificandosi dunque per la finale. Il 14 febbraio, a NXT TakeOver: Vengeance Day, gli MSK sconfissero i Grizzled Young Veterans nella finale del torneo, vincendolo. Successivamente, Lee s'infortunò ad una mano, dovendo rimanere fuori dalle scene per un periodo imprecisato. Quando poi gli MSK formarono in azione, il 7 aprile, nella prima serata di NXT TakeOver: Stand & Deliver, conquistarono il vacante NXT Tag Team Championship sconfiggendo i Grizzled Young Veterans e il Legado del Fantasma in un Triple Threat Tag Team match, e poi difesero le cinture appena conquistate dapprima contro Drake Maverick e Killian Dain il 13 aprile a NXT e poi contro il Legado del Fantasma il 1º giugno (sempre a NXT). Il 13 giugno, a NXT TakeOver: In Your House, gli MSK e Bronson Reed, quest'ultimo detentore dell'NXT North American Championship, sconfissero il Legado del Fantasma in un Winner Takes All Six-man Tag Team match mantenendo i loro rispettivi titoli. Il 6 luglio, nella puntata speciale NXT The Great American Bash, gli MSK difesero con successo i titoli contro Timothy Thatcher e Tommaso Ciampa. Nella puntata di NXT del 17 agosto gli MSK mantennero i titoli contro Fabian Aichner e Marcel Barthel. Il 7 settembre, ad NXT, gli MSK conservarono le cinture contro Danny Burch e Oney Lorcan. Nella puntata di NXT 2.0 del 5 ottobre gli MSK mantennero i titoli in un Fatal 4-Way Tag Team Elimination match contro Brooks Jensen e Josh Briggs, Carmelo Hayes e Trick Williams e i Grizzled Young Veterans eliminando per ultimi Brooks e Jensen. Nella puntata speciale NXT Halloween Havoc del 26 ottobre gli MSK persero i titoli contro l'Imperium in un Lumber Jack-o'-Lantern match dopo 202 giorni di regno. Nella puntata speciale NXT New Year's Evil del 4 gennaio gli MSK e Riddle sconfissero l'Imperium. Nella puntata di NXT 2.0 del 25 gennaio sconfissero Ikemen Jiro e Kushida nei quarti di finale del Dusty Rhodes Tag Team Classic, nella semifinale, svoltasi l'8 febbraio, gli MSK superarono Edris Enofé e Malik Blade, ma il 15 febbraio, nella puntata speciale NXT Vengeance Day, vennero sconfitti in finale dai Creed Brothers. Nella puntata speciale NXT Roadblock dell'8 marzo gli MSK affrontarono Fabian Aichner e Marcel Barthel per l'NXT Tag Team Championship  ma il match terminò in un no-contest a causa dell'intervento dei Creed Brothers. Il 2 aprile, a NXT Stand & Deliver, gli MSK vinsero per la seconda volta l'NXT Tag Team Championship in un Triple Threat Tag Team match che comprendeva anche i campioni Fabian Aichner e Marcel Barthel dell'Imperium e i Creed Brothers.
Il 6 aprile 2022 Carter venne licenziato in seguito alle accuse di violenza ai danni della moglie e di una foto di in cui fa il saluto nazista.
Nella puntata di NXT del 9 luglio 2024, è tornato nel roster della WWE con il ring name di Zachary Wentz insieme a Trey Miguel per interrompere l'annuncio del addio di Wes Lee. Wentz e Lee, nella seconda settimana di NXT: The Great American Bash, perdono un mach per il NXT Tag Team Championship contro Nathan Frazer e Axiom. Dopo il mach Wes Lee attacca l'amico e Miguel. Per questo, a NXT No Mercy 2024, Wentz e Lee si sfidano con la vittoria del primo.

### Ritorno al circuito indipendente (2022–presente)
Il 9 giugno venne annunciato che i Rascalz si sarebbero riuniti con Carter, Miguel e Reed, affrontando Blake Christian, Fuego Del Sol e Nick Wayne a Warrior Wrestling 24 il 26 giugno prima che lo stesso Carter venisse sostituito da Dante Leon.

## Vita privata
Green è fidanzato con la collega Kimber Lee dal 2018. La coppia si è fidanzata ufficialmente nel luglio del 2019 e si sono sposati nel maggio del 2020. Si sono tuttavia separati nel 2022 dopo accuse di possibile violenza domestica da parte di Green sulla moglie.

## Personaggio

### Mosse finali
- Senton bomb

### Soprannomi
- "The Sickest Dude In ALL the Land!"

## Titoli e riconoscimenti
- All American Wrestling
  - AAW Tag Team Championship (1) – con Dezmond Xavier

- Combat Zone Wrestling
  - CZW Wired Championship (1)

- - CZW World Tag Team Championship (2) – con Dezmond Xavier

- Pro Wrestling Guerrilla
  - PWG World Tag Team Championship (1) – con Dezmond Xavier

- Pro Wrestling Illustrated
  - 389° tra i 500 migliori wrestler singoli secondo PWI 500 (2019)

- Southside Wrestling Entertainment
  - SWE Tag Team Championship (1) – con Dezmond Xavier

- WWE
  - NXT Tag Team Championship (2) – con Wes Lee
  - Dusty Rhodes Tag Team Classic (edizione 2021) – con Wes Lee

- The Wrestling Revolver
  - PWR Tag Team Championship (1) – con Dezmond Xavier
  - PWR Tag Team Championship One Night Tag Team Tournament (2018) – con Dezmond Xavier

- Xtreme Intense Championship Wrestling
  - XICW Tag Team Championship (1) – con Aaron Williams, Dave Crist, Dezmond Xavier, Kyle Maverick e Trey Miguel